# 71 Ниоба
71 Ниоба (енгл. 71 Niobe) је астероид главног астероидног појаса са пречником од приближно 83,42 km.
Афел астероида је на удаљености од 3,239 астрономских јединица (АЈ) од Сунца, а перихел на 2,270 АЈ.
Ексцентрицитет орбите износи 0,175, инклинација (нагиб) орбите у односу на раван еклиптике 23,263 степени, а орбитални период износи 1670,175 дана (4,572 године).
Апсолутна магнитуда астероида је 7,30 а геометријски албедо 0,305.
Астероид је откривен 13. августа 1861. године.